# La Grande Sophie
La Grande Sophie (Thionville, 1969. július 18. –) francia énekesnő, dalszerző.

## Pályafutása
Ifjúkorát a Marseille melletti Port-de-Boucban töltötte, ahová szülei még egészen kicsi korában költöztek.
Első zenei ötlete a moziban, acques Demy Peau d'Ane című filmjének nézése közben támadt. Kilenc évesen kezdett gitározni, majd 13 évesen testvérével és egy szomszédjával zenekart alapított testvérével és a szomszédjával (Entrée interdite). Slágereket adott elő, írt és komponált a zenekarának.
1983 júniusában volt az első zenei fesztivál Franciaországban. A14 éves Sophie-nak sikerült meggyőznie az iskola vezetőségét, hogy hagyják fellépni együttesével.
Ezidőtájt a vizuális művészetek, különösen a szobrászat vonzotta. A marseille-i École des beaux-arts-ban tanult. De továbbra is írt, komponált és játszott feldolgozásokat, valamint saját dalokat a marseille-i utcákon. Két év képzőművészeti iskola után abbahagyta tanulmányait, hogy kizárólag a zenének szentelje magát.
1994-ben megismerkedett a fiatal művészeknek koncerteket rendező „Life, Live in the Bar” vállalkozójával, és 1995-ben Párizsba ment. Sok bárban és egyéb, kisebb helyszíneken gitárral és nagdob kíséretébevel zenélt.
Más fiatal művészekkel, köztük Jean-Jacques Nyssennel, és Philippe Bressonnal együttműködve részt vett a "„La Marée d'Inox” című musical megírásában és színrevitelében, amelyet a Suresnes-i Théâtre Jean Vilarban játszottak 1996-ban.
1996-ban meghívást kapott a La Rochelle-i Francofolies fesztiválra. Kiadta első saját gyártású albumát, a La Grande Sophie s'agrandit. 2001-ben második albuma Le Porte-bonheur, ami 50 000 példányban kelt el.
2005-ben megszerezte első Victoire de la musique-ját. Karrierje során először szerepelhetett az Olimpiában. Felvett egy duettet Lee Hazlewooddal is, akit „a világ egyik legszebb hangjának” tartott. Nino Ferrer énekesnő tiszteletére Részt vett az On dirait Nino című album munkálataiban is.
2008-ban kiadott egy csak digitálisan elérhető EP-t. Szóló akusztikus turnéba kezdett „Toute seule comme une grande” címmel Franciaországban, Belgiumban és Svájcban. 2009. januárjában jelent meg a régóta érlelt Des vagues et des ruisseaux  című albuma. kislemeze, a (Quelqu'un d'autre) David Lynch Inland Empire című filmjéhez született. 2009 végén a „Les Sonos tonnent” zsűrije, amely a Le Nouvel Observateur, a L'Express és a Télérama képviseletében a „Quand le mois d'avril” című dalt az év legjobbjai közé sorolta. 2010 januárjában elnyerte a Grand Prix de l'Académie Charles Cros-t a Des vagues et des ruisseaux című albummal.

## Albumok
- 1997: La Grande Sophie s'agrandit
- 2001: Le Porte-bonheur
- 2003: Et si c'était moi
- 2005: La suite...
- 2009: Des vagues et des ruisseaux
- 2012: La place du fantôme
- 2015: Nos histoires
- 2019: Cet instant
- 2023: La vie moderne

## Filmek
- La Grande Sophie az IMDb-n

## Fordítás
Ez a szócikk részben vagy egészben  a   La Grande Sophie című angol Wikipédia-szócikk ezen változatának fordításán alapul.  Az eredeti cikk szerkesztőit annak laptörténete sorolja fel. Ez a jelzés csupán a megfogalmazás eredetét és a szerzői jogokat jelzi, nem szolgál a cikkben szereplő információk forrásmegjelöléseként.